# Punaibis
Punaibis (latin: Plegadis ridgwayi) er en ibis, der lever i Andesbjergene af Peru og Bolivia til grænsen med Chile og Argentina..